# Абазовское
Абазовское — бывшее село в Кизлярском районе Дагестана. Входило в состав Большебредихинского сельсовета. Предположительно упразднено в 1990-е годы.

## Географическое положение
Располагалось среди рисовых чеков на землях совхоза имени Карла Маркса, приблизительно в 1,5 км к востоку от села Цветковка.

## История
В 1929 году хутор Абазовской состоял из 28 хозяйства и входил в состав Старо-Серебряковского сельсовета Кизлярского района. В 1930-е годы на хуторе располагалась МТС. По данным на 1970 год село Абазовское входило в состав Большебредихинского сельсовета и являлось бригадой совхоза имени Карла Маркса.

## Население
По данным переписи 1926 году на хуторе проживало 139 человек (86 мужчин и 53 женщины); 100 % населения — персы, мусульмане-шииты. В 1970 году в селе проживало: постоянного населения — 324 человека, наличного — 321. По данным переписи 1989 г. в селе отсутствовало постоянное население.